# 凛 (バンド)
凛-the end of corruption world-（リン）は、日本のヴィジュアル系ロックバンド。

## 概要
元La:Sadie's〜MIRAGE〜Syndrome〜Phantasmagoriaのベーシストで、2007年以降音楽活動を一度引退していたKISAKIを中心に結成。
2010年4月5日、Phantasmagoriaの期間限定復活ラストライブ at 大阪BIG CATに於いて、その全貌が明らかにされた。
今まで多数のバンドのプロデュースを行っていたKISAKIが、作詞・作曲共にメインに行っているバンドでもある。
バンドコンセプトでもある「the end of corruption world」は、直訳で「退廃した世界の終わり」。これはKISAKIが現在のビジュアルシーンに感じている思いをそのまま表現したもの。
2013年6月30日 at 大阪BIG CAT 凛ワンマン公演「Obscure Ideal ～Judgement of fortune～」をもって無期限活動休止に入る。

2014年6月1日、「第二章」と銘打って凛の再始動を発表。2015年11月を以て無期限活動休止状態に入る。

## メンバー

### 第一期
- Vocal:RIKU（リク）
  - 1月3日生まれ、兵庫県出身、B型
- Guitar:KANATA（カナタ）
  - 1月18日生まれ、岐阜県出身、O型、「日本ソムリエ協会認定、ワインソムリエ最上位資格『ソムリエエクセレンス』の保持者。」
- Bass:KISAKI（キサキ）（ex.Stella Maria、La:Sadie's〜MIRAGE〜Syndrome〜KISAKI PROJECT〜Phantasmagoria）
  - 3月10日生まれ、和歌山県出身、O型
- Drums:REIYA（レイヤ）
  - 4月19日生まれ、愛知県出身、A型
- Guitar:MIZUKI（ミズキ）
  - 12月23日生まれ、茨城県出身、A型
  - 2013年1月7日、メンバーに脱退を申し入れた後、失踪。

### 第二期
- Vocal:SUI(スイ)
- Guitar:MIZALY(ミザリー)
- Guitar:CERO(セロ)
- Bass:KISAKI
- Drums:YUSHI(ユシ)

## ディスコグラフィー

### シングル
1. 凛（2010年4月6日）- 限定1000枚。通販限定シングル
2. As If Forever Exists.（2010年6月2日） - オリコンインディーズチャート初登場1位、メジャーチャート33位
3. Metamorphose（2010年11月10日） - オリコンインディーズチャート初登場2位
4. Silent To My Pain（2011年3月30日）- オリコンインディーズチャート初登場3位
5. Flowers Bloom（2011年5月25日）- オリコンインディーズチャート初登場4位
6. Ambient Cosmo（2011年10月2日）- ライブ会場限定発売
7. Obscure Ideal（2013年6月1日）- 通信販売＆ライブ会場限定発売
8. Sacred Xanadu（2014年4月21日）
9. Chaotic Resistance（2014年7月23日）

### アルバム
1. Independent "MAZE"（2011年8月31日）- 初回盤2TYPE ※完売
2. VALUE-EXCLAIM"（2012年3月1日）
3. AWAKING from -Independent "MAZE"-"（2012年9月5日）- 2ndプレス通常盤 ※シングル「Insane flashback show」付二枚組仕様
4. The Psalms and Lamentations"（2012年11月21日）- 初回盤2TYPE
5. Reflect of Killing Fleur"（2013年3月20日）- BEST ALBUM

### DVD
1. an epidemic of "OVERTURE"-2011.8.07 OSAKA BIG CAT-"（2011年12月25日）
2. Independent "MAZE" FILM-2011.10.08 HARAJUKU ASTRO HALL-"（2012年3月1日）
3. VALUE-EXCLAIM FILM-2012.5.20 SHIBUYA-REX-"（2012年9月5日）
4. Obscure Ideal ～Judgement of fortune～ 2013.6.30 OSAKA BIG CAT"（2013年8月28日）

### オムニバス
1. NEO VOLTAGE（2010年5月26日）収録曲→Foolish
2. Explosion showcase（2011年2月1日）収録曲→GASP FOR BREATH
3. UNITED LINK for JAPAN（2011年4月15日）収録曲→Feeling Universe
4. CRUSH!3-90’s V-Rock best hit cover LOVE songs-（2012年6月27日）収録曲→Insomnia(ROUAGE)
5. 妖幻鏡-WEST- The Conquest of NANIWA（2014年6月25日）収録曲→Beyond The Veil
6. Infinite（2014年10月26日）収録曲→Nightmarish…